# Cédric Pénicaud
Cédric Pénicaud, né le 27 septembre 1971 à Limoges, est un ancien nageur français.
Sa spécialité était la brasse. 
Il fut parmi les 10 meilleurs nageurs mondiaux sur le 200 m brasse entre 1988 et 1991 puis parmi les 25 meilleurs entre 1992 et 1996.
Après avoir terminé troisième des championnats d'Europe juniors 1987 en 200 m brasse, il fut membre de l'équipe de France aux Jeux olympiques d'été de 1988, où il prit part au 100 mètres brasse. Il y fut éliminé lors des séries, mais fut finaliste B en 200 m brasse. En 1989, aux championnats d'Europe à Bonn, il obtient la médaille d'argent avec le relais 4 × 100 m 4 nages. 
En 1991, lors des championnats d'Europe de natation à Athènes, il remporte la médaille d'argent en finale du relais 4 × 100 m 4 nages avec Franck Schott, Bruno Gutzeit et Christophe Kalfayan.
Il remporte trois médailles d'or lors des Jeux Méditerranéens : en 1991, il réalise le doublé 100-200 mètres en brasse ; en 1993, il remporte le 100 mètres brasse.
Il a été champion de France de natation en bassin de 50 mètres avec 21 titres entre 1988 et 1995 sur 50 mètres brasse, 100 mètres brasse et 200 mètres brasse. 
Il obtient une médaille de bronze lors du 200 m brasse à la coupe intercontinentale de Rome en 1990.
Il a détenu le record de France de natation messieurs du 50 mètres brasse, du 100 mètres brasse et du 200 mètres brasse de 1988 à 1993. Pendant sa carrière, il évolua au Limoges Otarie Club et au Cercle des nageurs de Cannes.